# Ofensiva de Kherson
|  | Aquest article es refereix a esdeveniments derivats de la Invasió russa d'Ucraïna del 2022. |

L'ofensiva de Kherson és una ofensiva militar en curs entre les Forces Armades de Rússia i les Forces Armades d'Ucraïna que va començar el 24 de febrer del 2022, com a part de la Invasió russa d'Ucraïna del 2022 de la guerra russo-ucraïnesa. El 9 de novembre les forces russes van retirar-se del nord del riu Dnièper, mantenint-se des de llavors el front estable, tot i que actiu.

## Context
Després de la Revolució de la Dignitat del 2014, Rússia es va annexionar la península de Crimea a Ucraïna. Amb una administració de facto, les tropes russes portaven instal·lades a Crimea huit anys. La presència militar russa a la península va augmentar durant la crisi russo-ucraïnesa de 2021-2022 amb més de 10.000 soldats addicionals.

## Ofensiva

### 24 de febrer
Poc després que el president rus Vladímir Putin anunciara una operació militar a Ucraïna, la força aèria russa va començar a llançar míssils de creuer i balístics contra objectius dins de diverses ciutats de l'oblast de Kherson. Amb suport aeri, les Forces Armades russes van creuar a l'oblast de Kherson a través de zones de Crimea anteriorment annexionades per Rússia el 2014.
L'armada russa va utilitzar un bloqueig naval al mar Negre per limitar Ucraïna de donar suport a les unitats situades prop de l'oblast de Kherson, així com restringir el comerç i el flux de mercaderies al sud d'Ucraïna. A les 3:30 AM hora local, Ucraïna havia tancat tots els transports comercials al mar d'Azov, deixant més de 100 vaixells atrapats als ports.
Al vespre, els russos havien arribat a la ciutat de Kherson i s'enfrontaren als ucraïnesos a la batalla de Kherson. Els russos van intentar creuar el riu Dniéper pel pont Antonovskiy. Malgrat la travessia inicial per part de l'exèrcit rus, les forces mecanitzades ucraïneses van poder recuperar el pont.
Un batalló ucraïnés es va desplegar per tal de destruir el pont de Henichesk sobre el riu Dneiper per tal de frenar l'avanç de les tropes invasores russes. El soldat Vitaliy Skakun va detonar les mines suicidant-se i destruint el pont.

### 25 de febrer
Al matí del 25 de febrer, les forces russes havien encerclat i capturat la ciutat de Nova Kakhovka. El canal de Crimea del Nord també es va desbloquejar, la qual cosa va rescindir efectivament un bloqueig d'aigua de llarga durada imposat a Crimea després de l'annexió russa de la península el 2014. Començaren enfrontament a l'oblast de Zaporizhzhia quan les forces russes es van traslladar pel sud-est de l'oblast de Kherson cap a Melitopol, que més tard es va rendir davant les forces russes que avançaven després d'una escaramussa.
Més tard durant el dia, les forces russes van capturar completament el pont Antonovskiy.

### 26 de febrer
Segons l'alcalde de Kherson, Igor Kolykhaev, després d'un atac aeri ucrainés, les forces russes van abandonar la ciutat, que tornà a quedar baix control del govern d'Ucraïna.
Pel migdia del 26 de febrer, 12 tancs van aconseguir obrir-se pas a Kakhovka, al Dnièper, i s'informà que es dirigien de manera constant cap a Mikolaiv. Vitaly Kim, l'alcalde de la ciutat, va afirmar que la ciutat tenia 5 hores per preparar-se. També es va preparar artilleria i altres armes, amb una defensa integral.
Cap a les 18:30 hora local, els tancs eren als afores de la ciutat i l'alcalde va ordenar als ciutadans que es quedaren a casa, tan lluny com puguen de les finestres. Poc després, les tropes van entrar a la ciutat i una batalla al Buh Meridional va esclatar uns 10 minuts més tard.
Les tropes russes també començaren a avançar cap a la Central nuclear de Zaporíjia.

## 2 de març
La batalla va acabar el 2 de març de 2022 amb la captura de la ciutat de Kherson per les forces russes. Rússia va començar llavors una ocupació militar de la zona.
La batalla de Kherson va ser una gran derrota per a Ucraïna; Kherson va ser la primera gran ciutat i l'única capital regional que va ser capturada per les forces russes durant la invasió de 2022. Les forces russes també van prendre la ciutat amb poca resistència, cosa que s'ha atribuït a la traïció per part de diversos funcionaris locals.

## Contraofensiva ucraïnesa
El 12 de setembre del 2022 les forces ucraïneses van aconseguir una retirada parcial russa al nord del Dnièper, en un total de 6.000 quilòmetres quadrats de territori ocupat. Durant el mes d'octubre seguirien els combats recuperant un miler de quilòmetres quadrats addicionals, fins que el 9 de novembre el ministre de defensa rus Sergei Shoigu va ordenar la retirada oficial de totes les tropes al nord del riu. A partir d'aquell moment l'ofensiva i contraofensiva s'han mantingut sense canvis sobre el terreny, atesa la barrera natural que suposa el riu Dnièper i l'arribada del mal temps. Tanmateix, els rumors de les intencions per part d'Ucraïna de recuperar Crimea des de Kherson, i en paral·lel Rússia va començar a fortificar intensament la riba sud del Dnièper, en la part de Kherson que controla, justament per evitar-ho.
Durant els mesos següents no es van moure pràcticament les línies en aquest front, malgrat el continu intercanvi d'artilleria i operacions especials. Només es van produir alguns petits moviments en relació al control per part ucraïnesa de les illes del Dnièper davant de Kherson, com per exemple els que es van produir el 7 de febrer de 2023.
El 23 de juliol Rússia va reconèixer que l'exèrcit ucraïnès havia consolidat un cap de pont a la ribera oriental del riu a Hola Pristan, a l'altra banda del pont d'Antonivski.
L'11 d'agost Ucraïna estava consolidant la seva operació amfíbia a Kozachi Laheri a la riba oriental del Dniéper, més al nord del cap de pont que, també a la riba oriental, feia mesos que estava defefnsant per ampliar més al sud, a l'alçada del pont d'Antonivski.
El 12 d'agost Ucraïna va seguir avançant per consolidar el cap de pont a Kozachi Laheri a Kherson, a la riba oriental del Dniéper.
El primer cop que es va fer pública una prova gràfica d'una bandera onejant a la riba sud del Dniéper fou el 29 d'agost de 2023, quan en un vídeo uns soldats van fer-ho a la població de Datxi, a només 3 km. d'Oleixki, pertanyent al raion de Kherson, just a l'altra banda del pont viari d'Antonivka.
El 18 d'octubre va transcendir que les tropes ucraïneses havien travessat el riu pel pont ferroviari d'Antonivski i ocupat una franja de terreny a l'est d'Oleixki, fet corroborat tant per fonts no oficials russes com ucraïneses. Tanmateix les fonts divergien en la naturalesa de l'atac, entre la creació d'un cap de pont per part ucraïnesa a una acció de les forces d'operacions especials i, per tant, temporal, per part russa.
El 30 d'octubre es van produir bombardejos russos a l'est del riu Dniéper, fet que confirmava l'existència d'un cap de pont ucraïnès a la riba oriental, que va anar consolidant durant els següents dies i va començar a obrir-ne un altre més al nord d'uns 2 km a Krinki. El 14 de novembre la pàgina web de la presidència ucraïnesa va fer oficial que havien establert un control sobre territori a la banda oriental del riu, esmentant que l'objectiu era avançar cap a Crimea. El governador prorrús de Kherson va admetre que l'exèrcit ucraïnès hi havia pres algunes posicions, però que es limitava a un grup reduït i blocat a Krinki, assegurant que era una operació suïcida condemnada al fracàs.